# Gregoria Massimiliana d'Asburgo
Gregoria Massimiliana d'Asburgo (Graz, 22 marzo 1581 – Graz, 20 settembre 1597) fu un'arciduchessa austriaca.

## Biografia
Gregoria Massimiliana era una delle figlie dell'Arciduca Carlo II d'Austria (1540–1590), e di sua moglie Maria Anna (1551–1608), figlia del Duca Alberto V di Baviera. Suo padrino di battesimo fu il Papa Gregorio XIII, sua madrina sua zia materna, la Principessa Massimiliana Maria di Baviera.
Ella era considerata pia e, tra i figli, fu quella maggiormente legata alla madre. Sia Gregoria Massimiliana che le sue sorelle ebbero il famoso mento asburgico, in loro risaltante nettamente. Inoltre l'Arciduchessa aveva una spalla malformata ed un volto sfregiato.
Nel 1596 l'Ammiraglio d'Aragona si recò a Graz, e si fece consegnare un ritratto di Gregoria e delle sue sorelle Eleonora e Margherita. Gregoria Massimiliana era stata infatti fidanzata al Principe ereditario Filippo. Ma Filippo decise, sulla base dei ritratti ricevuti, di scegliere Margherita, e suggerì al padre di fidanzarsi lui stesso con la più anziana Gregoria.
Il 17 settembre 1597 la proposta spagnola venne portata a Graz da un messaggero a cavallo. Gregoria Massimiliana era a quel tempo gravemente ammalata e confrontò il proprio dolore, paragonandolo a quello dei prigionieri di guerra del Sultano turco. Tre giorni dopo morì prima di aver compiuto sedici anni e venne sepolta nella Basilica dell'abbazia di Seckau. Sua sorella Margherita sposò Filippo nel 1599.

## Ascendenza
|                                 |                         |                          | Genitori                   |  |  | Nonni |  |  | Bisnonni               |  |  | Trisnonni              |  |
|                                 |                         |                          |                            |  |  |       |  |  | Filippo I di Castiglia |  |  | Massimiliano I del SRI |  |
|                                 |                         |                          |                            |  |  |       |  |  | Filippo I di Castiglia |  |  | Massimiliano I del SRI |  |
|                                 |                         | Maria di Borgogna        |                            |  |  |       |  |  | Filippo I di Castiglia |  |  |                        |  |
| Ferdinando I del SRI            |                         |                          |                            |  |  |       |  |  | Filippo I di Castiglia |  |  |                        |  |
|                                 |                         | Giovanna di Castiglia    | Ferdinando II d'Aragona    |  |  |       |  |  |                        |  |  |                        |  |
|                                 |                         | Giovanna di Castiglia    | Ferdinando II d'Aragona    |  |  |       |  |  |                        |  |  |                        |  |
|                                 |                         | Giovanna di Castiglia    | Isabella di Castiglia      |  |  |       |  |  |                        |  |  |                        |  |
| Carlo II d'Austria              |                         | Giovanna di Castiglia    |                            |  |  |       |  |  |                        |  |  |                        |  |
|                                 |                         | Ladislao VII Jagellone   | Casimiro IV Jagellone      |  |  |       |  |  |                        |  |  |                        |  |
|                                 |                         | Ladislao VII Jagellone   | Casimiro IV Jagellone      |  |  |       |  |  |                        |  |  |                        |  |
|                                 |                         | Ladislao VII Jagellone   | Elisabetta d'Asburgo       |  |  |       |  |  |                        |  |  |                        |  |
| Anna Jagellone                  |                         | Ladislao VII Jagellone   |                            |  |  |       |  |  |                        |  |  |                        |  |
|                                 |                         | Anna di Foix-Candale     | Gastone II di Foix-Candale |  |  |       |  |  |                        |  |  |                        |  |
|                                 |                         | Anna di Foix-Candale     | Gastone II di Foix-Candale |  |  |       |  |  |                        |  |  |                        |  |
|                                 |                         | Anna di Foix-Candale     | Caterina di Navarra        |  |  |       |  |  |                        |  |  |                        |  |
| Gregoria Massimiliana d'Asburgo |                         | Anna di Foix-Candale     |                            |  |  |       |  |  |                        |  |  |                        |  |
|                                 | Guglielmo IV di Baviera | Alberto IV di Baviera    |                            |  |  |       |  |  |                        |  |  |                        |  |
|                                 | Guglielmo IV di Baviera | Alberto IV di Baviera    |                            |  |  |       |  |  |                        |  |  |                        |  |
|                                 | Guglielmo IV di Baviera | Cunegonda d'Asburgo      |                            |  |  |       |  |  |                        |  |  |                        |  |
| Alberto V di Baviera            | Guglielmo IV di Baviera |                          |                            |  |  |       |  |  |                        |  |  |                        |  |
|                                 |                         | Maria Giacomina di Baden | Filippo I di Baden         |  |  |       |  |  |                        |  |  |                        |  |
|                                 |                         | Maria Giacomina di Baden | Filippo I di Baden         |  |  |       |  |  |                        |  |  |                        |  |
|                                 |                         | Maria Giacomina di Baden | Elisabetta di Wittelsbach  |  |  |       |  |  |                        |  |  |                        |  |
| Marianna di Wittelsbach         |                         | Maria Giacomina di Baden |                            |  |  |       |  |  |                        |  |  |                        |  |
|                                 |                         | Ferdinando I del SRI     | Filippo I di Castiglia     |  |  |       |  |  |                        |  |  |                        |  |
|                                 |                         | Ferdinando I del SRI     | Filippo I di Castiglia     |  |  |       |  |  |                        |  |  |                        |  |
|                                 |                         | Ferdinando I del SRI     | Giovanna di Castiglia      |  |  |       |  |  |                        |  |  |                        |  |
| Anna d'Asburgo                  |                         | Ferdinando I del SRI     |                            |  |  |       |  |  |                        |  |  |                        |  |
|                                 |                         | Anna Jagellone           | Ladislao II di Boemia      |  |  |       |  |  |                        |  |  |                        |  |
|                                 |                         | Anna Jagellone           | Ladislao II di Boemia      |  |  |       |  |  |                        |  |  |                        |  |
|                                 |                         | Anna Jagellone           | Anna di Foix-Candale       |  |  |       |  |  |                        |  |  |                        |  |
|                                 |                         | Anna Jagellone           |                            |  |  |       |  |  |                        |  |  |                        |  |